# 震々

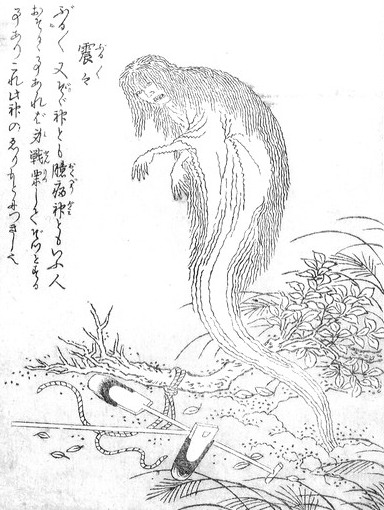
鳥山石燕『今昔画図続百鬼』より「震々」

震々（ぶるぶる）は、鳥山石燕の妖怪画集『今昔画図続百鬼』にある日本の妖怪。
『今昔画図続百鬼』によれば、恐怖を感じた人間の首筋がぞっとするのは、この震々が人間の襟元に取り憑くためであり、別名「臆病神」「ぞぞ神」ともされている。稲田篤信らによれば、臆病神とは敵に後ろを見せる心を生じさせる神であり、ぞぞ神とは恐怖のために全身の毛をそそけ立たせる神とされる。
『ゲゲゲの鬼太郎』では紙の中に封じられた妖怪として登場。相手に寒気を起こさせることを得意とする。